# Neoepedanus
Neoepedanus is een geslacht van hooiwagens uit de familie Epedanidae.
De wetenschappelijke naam Neoepedanus is voor het eerst geldig gepubliceerd door Roewer in 1912. 

## Soorten
Neoepedanus is monotypisch en omvat slechts de volgende soort:
- Neoepedanus fokiensis